# مایکل کرفت
مایکل کرفت (انگلیسی: Michael Kraft؛ زادهٔ ۲۳ آوریل ۱۹۶۶) بازیکن فوتبال اهل آلمان است.
از باشگاه‌هایی که در آن بازی کرده‌است می‌توان به باشگاه فوتبال کارل زایس ینا و باشگاه فوتبال کلن اشاره کرد.